# Frank Nitti
Francesco Raffaele Nitto, známý jako Frank Nitti (27. ledna 1886 Sicílie – 19. března 1943 Chicago), byl hlavní muž mafiánského bosse Ala Caponeho. V době, kdy byl Al Capone ve vězení, se stal jeho nástupcem.

## Začátky
Narodil se v Itálii na Sicílii v roce 1886. Po skončení první světové války emigroval do Ameriky a změnil si jméno na Frank Nitti. Nejprve žil v New Yorku, později se přestěhoval do Chicaga.
V Chicagu pracoval jako holič, většina jeho příjmů však pocházela z překupnictví. Od svých zákazníků vykupoval šperky a kradené zboží, se kterým pak dále obchodoval. Měl spoustu známých mezi lidmi z podsvětí. Mezi ně patřili Johnny Torrio a Al Capone. Al Capone Nittimu velmi důvěřoval a brzy ho začlenil do své organizace. Dal mu na starost pašování alkoholu a jeho distribuci. Whisky dovážel z Kanady a v Chicagu ji pak prodával.
Nitti měl sice přezdívku The Enforcer (Vykonavatel), ale většinu práce, kde bylo potřeba násilí, přenechával svým podřízeným.
V roce 1930 byl Nitti odsouzen za daňové úniky za roky 1925 až 1927. Ve vězení strávil 18 měsíců. Protože jeho šéf, Al Capone, byl tehdy odsouzen na 11 let, po svém návratu z vězení byl Nitti označen jako jeho nástupce na pozici mafiánského bosse. Nittův podřízený, Paul Ricca, však dění v chicagském podsvětí ovlivňoval často více než Frank Nitti.
Paul Ricca, který dříve pracoval jako číšník a pak se stal Nittiho zástupcem, měl velmi úzké vztahy s newyorskou mafií, která s ním komunikovala častěji než s Nittim.

## Případ Lang ./. Nitti
19. prosince 1932 vešli k Nittimu do kanceláře dva policisté (Harry Lang a Harry Miller), kteří po něm začali střílet. Harry Lang se poté sám postřelil, aby to vypadalo, že střílel v sebeobraně. Nitti však přežil a strávil několik měsíců v nemocnici.
Vyskytly se spekulace, že vraždu nařídil chicagský starosta Antonín Čermák (Anton Cermak), kterého měla mafie na výplatní listině. Objednavatelem měl být mafián Newberry. Několik týdnů po incidentu byl Newberry zabit. 15. února 1933 byl Antonín Čermák v Miami postřelen, když chtěl pogratulovat Franklinu D. Rooseveltovi. Není jasné, zda cílem atentátu byl Antonín Čermák nebo Franklin D. Roosevelt.
V únoru 1933 byl Nitti zproštěn obžaloby z pokusu o vraždu a Lang s Millerem byli propuštěni od policie. 6. března 1933 Antonín Čermák na následky zranění zemřel.

## Hollywoodská filmová studia
Existovala praxe, že filmová studia musela platit vysoké částky členům mafie, kteří kontrolovali odbory. Filmová studia (např. Paramount nebo 20th Century Fox) platila, aby se vyhnula stávkám zaměstnanců a sabotážím.
Mezi odboráře, kteří mohli dělat potíže, protože měli kontakty s mafií, patřili George Browne a Willie Bioff. V roce 1943 se kvůli tomu Browne a Bioff dostali před soud. Vypovídali, že za vším stojí Frank Nitti, Paul Ricca a jejich společníci. Ti všichni pak byli obviněni.
18. března 1943 se u Nittiho doma konala schůzka, na které byl přítomen Ricca a ostatní obvinění. Ricca nařkl Nittiho z toho, že operaci špatně řídil, že Browne s Bioffem neměli vůbec vypovídat a že vše byla jeho chyba. Riccův názor, že Nitti by měl před soudem vzít vinu na sebe, ostatní podpořili. Nitti však byl zásadně proti. Už jednou si odseděl ve vězení 18 měsíců a protože byl silný klaustrofobik, nedokázal snést představu, že by tam musel ještě jednou.

## Smrt
Následující den, 19. března 1943, se Frank Nitti opil a pak se nedaleko vlakových kolejí třemi ranami zastřelil. Vyskytly se spekulace, že důvodem jeho sebevraždy byla i rakovina. Ricca a jeho společníci byli kvůli vydírání filmových studií odsouzeni na 10 let. Ricca, který po Nittim přebral vládu nad organizací, si však odseděl jen 3 roky. Po propuštění se dále věnoval kriminální činnosti. Zemřel v roce 1972.
Frank Nitti byl v době smrti ženatý. Se svou ženou Antoinette vychovával syna Josepha z prvního manželství.